# Quartiersplatz Theresienhöhe

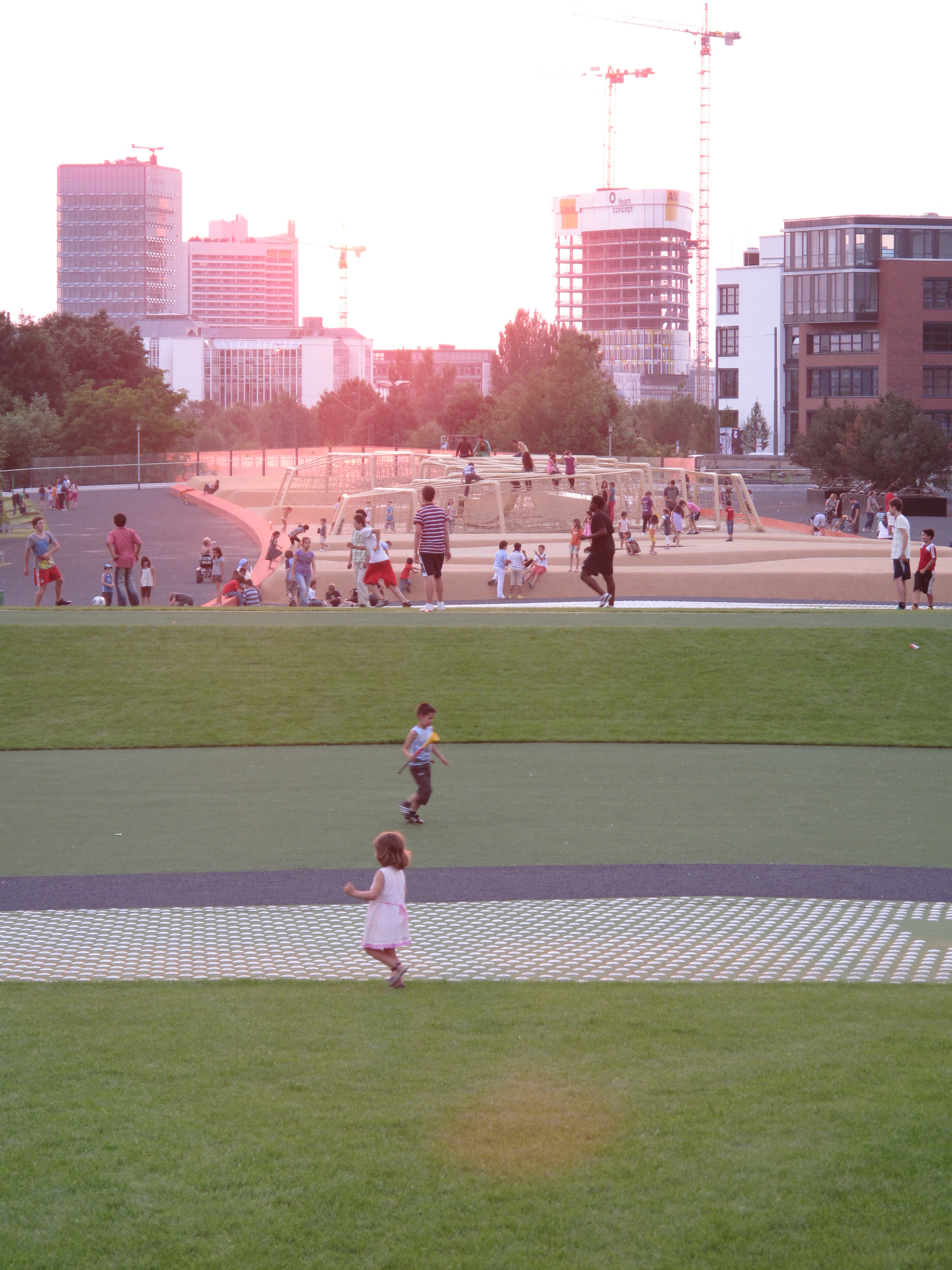
Blick Richtung Westen über den Quartiersplatz Theresienhöhe

Der Quartiersplatz Theresienhöhe ist der zentrale Platz eines neuen Wohnquartiers in den Münchner Stadtteilen Schwanthalerhöhe und Sendling, das nach dem Umzug der Messe nach München-Riem auf dem ehemaligen Messegelände entstand. Er ist ein Projekt von QUIVID (Kunst-am-Bau-Programm der Stadt München) und Teil der Kunstprojekte „1a Orte“ auf der Theresienhöhe.

## Geschichte

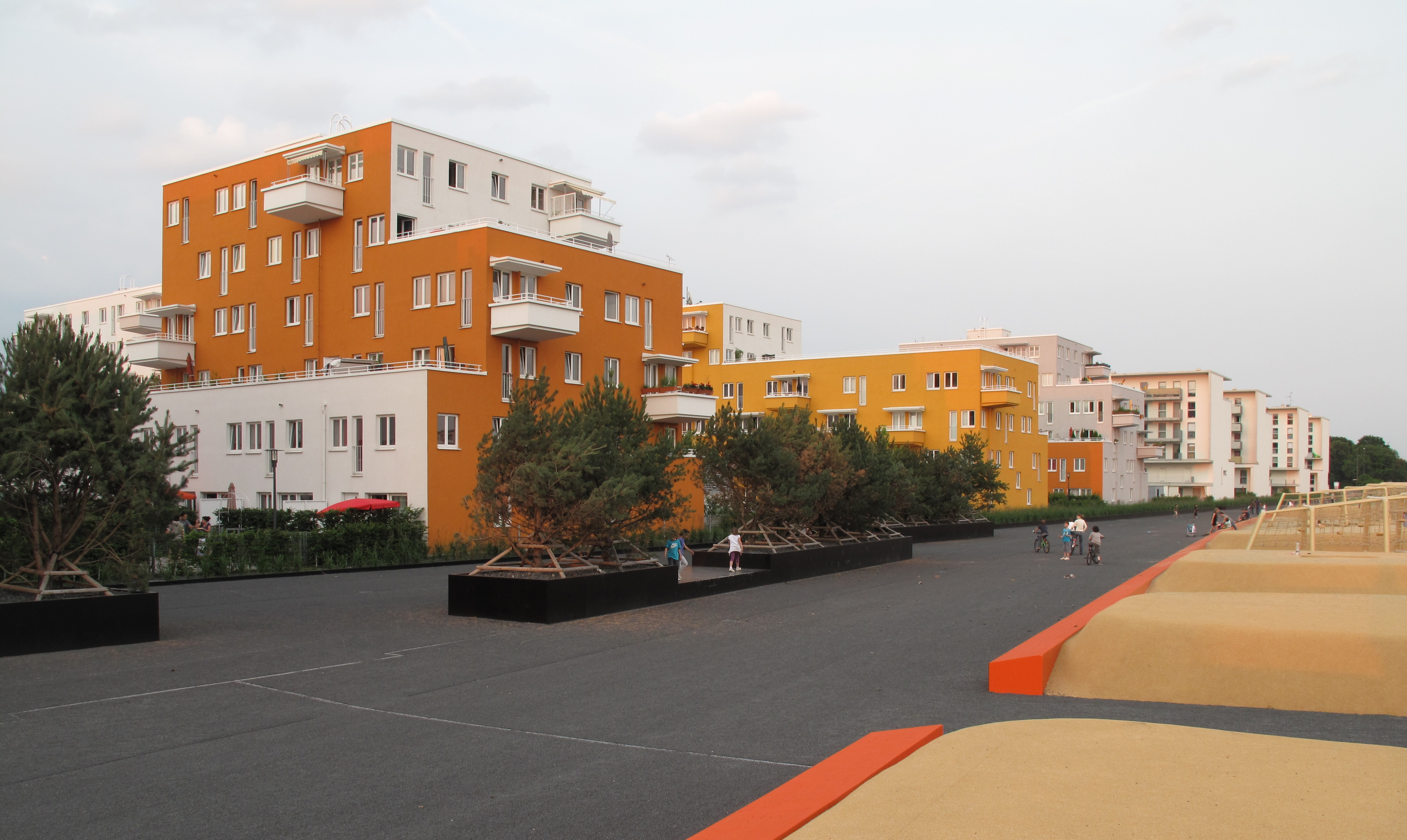
Waldkiefern in Pflanzenkübeln am nördlichen Rand des Quartiersplatzes

Ende 2001 wurden im Rahmen eines internationalen Kunstwettbewerbs dreizehn Teams eingeladen, in denen Künstler und Landschaftsarchitekten gleichberechtigt kooperierten. So ist der Quartiersplatz Theresienhöhe der erste Platz Münchens, bei dem schon während der Wettbewerbsphase Landschaftsarchitekten und Künstler zusammenarbeiteten. Den ersten Preis gewann am 13. April 2002 ein Team, das sich aus der Architektin Catherine Venart (Halifax), dem Landschaftsarchitekturbüro Topotek1 (Berlin) und der Kölner Künstlerin Rosemarie Trockel zusammensetzte. In verschiedenen Bürgerinformationsveranstaltungen wurde das Projekt den beiden betroffenen Bezirksausschüssen sowie den Anwohnerinnen und Anwohnern präsentiert. Der heutige Quartiersplatz Theresienhöhe ist eine Weiterentwicklung des Siegerentwurfs. Die Projektkosten beliefen sich auf knapp vier Millionen Euro.
Am 10. März 2009 erteilte der Bauausschuss die Ausführungsgenehmigung, so dass im Mai 2009 die Landschaftsbauarbeiten beginnen konnten.
Zuvor musste erst der „Bahndeckel“, eine Stahlbetonbrücke der frühen 1980er Jahre über der Bahnlinie, saniert werden. Dieser erste vorbereitende Bauabschnitt begann im April 2008 (Kostenpunkt ca. 5,4 Millionen Euro). Da diese Betonplatte nur begrenzt belastbar ist, war eine Bepflanzung mit großen Erdemassen oder großen Bäumen nicht möglich. Dies war auch der Grund, dass bei der Gestaltung der modellierten Landschaft überwiegend Leichtbaustoffe zur Anwendung kamen.
Der Quartiersplatz Theresienhöhe wurde am 12. Juni 2010 für die Bevölkerung geöffnet und hat eine Fläche von rund 16.800 Quadratmetern. Der Quartiersplatz Theresienhöhe liegt auf einer großen Betonplatte (50 Meter breit, 300 Meter lang), die sich über einem Teil der früheren Messe-Tiefgarage und den Gleisen der Bahnstrecken München–Rosenheim und München-Laim–München Süd befindet.
Er schließt damit einen wichtigen Teil in der Gestaltung und Bebauung des ehemaligen Messegeländes ab und schlägt eine Brücke zum bereits länger bestehenden Wohngebiet im Süden.

## Gestaltung

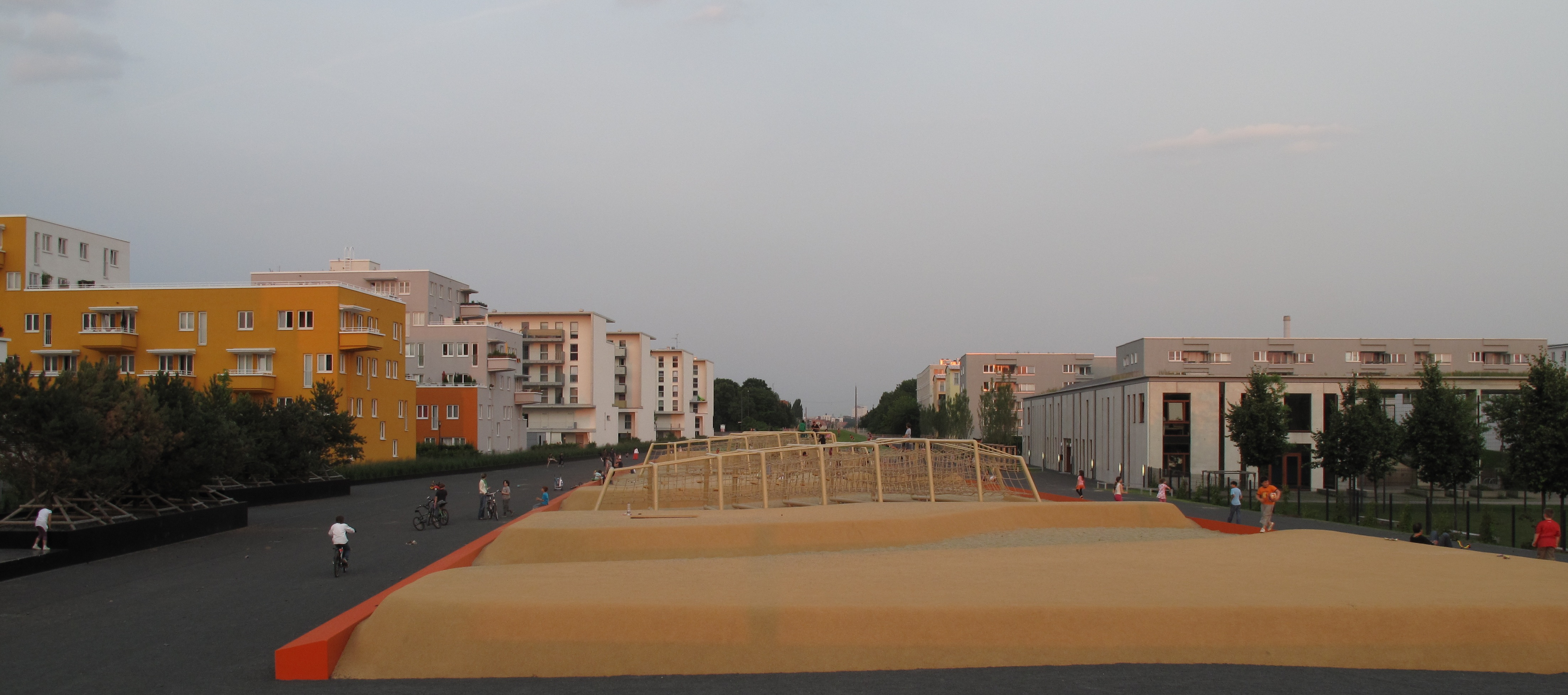
Blick über den Quartiersplatz von Westen aus

Der Quartiersplatz Theresienhöhe verbindet die beidseitigen Wohnquartiere und schafft durch die Offenheit und Größe zugleich einen Kontrast zur Dichte der angrenzenden Wohnbebauung.
Das Konzept ist eine bespielbare Landschaftsskulptur. Dabei wurde die Thematik der Bahnlinien unter dem Betondeckel die Basis der Entwurfsidee: Die Züge, die unter dem Betondeckel verkehren, spiegeln sich an der Oberfläche in Form von Spielkisten und entsprechend gestalteten Freiflächen wider.
Die Freizeitfläche wurde in drei Teile gegliedert: eine Liege- und Spielwiese auf bis zu drei Metern hohen Rasenhügeln, eine bespielbare Rasenmoräne oder „Dünenlandschaft“ (beides von etwa 50 cm hohen orangefarbigen Betonsockeln eingefasst) und eine Aufenthalts- und Bewegungsfläche mit dunklem Basaltsplitt, die beide Bereiche umgibt. Diese umgebenden Wege und Platzflächen sind barrierefrei gestaltet. So konnte die Spielbahn als offene, großzügige Fläche eingerichtet werden, die von allen Seiten begehbar ist.
Auf einem Teilbereich an der südöstlichen Kante befindet sich die Grünfläche auf gewachsenem Boden, sodass hier 28 große Säulenpappeln gepflanzt werden konnten. Hier wurden auch lange Sitzbänke zum Verweilen aufgestellt.
Am nördlichen Rand der Spielbahn, wo eine geringe Bodentiefe herrscht, wurde ein Kiefernhain mit fünf Meter hohen Waldkiefern in großen Pflanzenkübeln angelegt.
Begrünte Vorgartenbereiche wurden an beiden Längsseiten zur angrenzenden Wohnbebauung hin angelegt: So entstand an der Nordkante ein eineinhalb bis drei Meter breiter und etwa 300 Meter langer Grünstreifen in Form von Hochbeeten, die mit rund 8.500 Blumenzwiebeln und 2.000 Gräsern bepflanzt wurden. Den Abschluss zur Wohnbebauung und den dazugehörigen Außenanlagen bilden Hainbuchenhecken.
Der  Quartiersplatz durchqueren an drei Stellen in Nord-Süd-Richtung Fußwege: an der Johannes-Timm-Straße, der Fritz-Endres-Straße und am Max-Hirschberg-Weg, wo auch ein Radweg verläuft.

## Nutzung

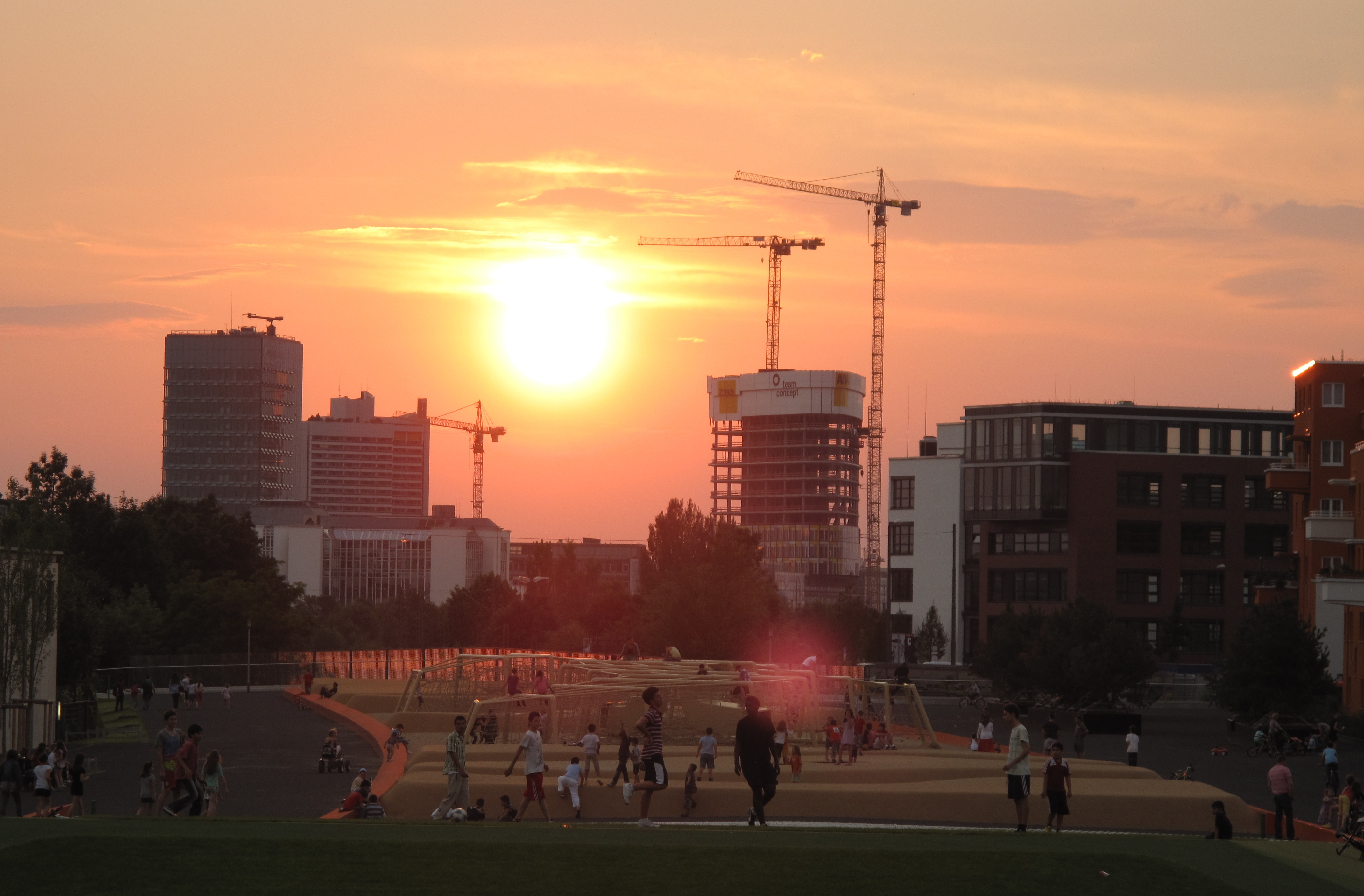
Blick über den Quartiersplatz Richtung Westen mit der im Bau befindlichen ADAC-Zentrale im Hintergrund (Mitte)

Dem Quartiersplatz Theresienhöhe kommt als öffentliche Freifläche eine besondere Bedeutung zu. Gemeinsam mit dem in der Nähe liegenden Bavariapark, dem alten, historischen, ehemaligen Messepark, ist der Quartiersplatz ein wichtiger Bestandteil für die Grün- und Freiflächenversorgung des dicht besiedelten Stadtteils.
Die Grünanlage in Form einer bespielbaren „Landschaftsskulptur“ wurde insbesondere von Kindern und Familien bereits kurz nach der Eröffnung intensiv genutzt. Sie bietet Entspannung und Anregungen für Spiele für unterschiedliche Altersgruppen.
Die „Dünenlandschaft“ im westlichen Abschnitt des Quartiersplatz ist als kunststoffbeschichtete, multifunktionale Wellenlandschaft aus Tartan mit Mulden angelegt, die anstelle von Sand mit sandfarbenem Quarzkies befüllt wurden.
Drei Stelen an der Südseite versprühen ab Sommer 2010 Wassernebel. In den „Dünen“ finden sich fünf Trampoline und zwei große Seilspielgeräte, bei denen Netze zwischen Stahlrohrrahmen gespannt sind und durch Rutschen, Hängematten und Pendelsitze ergänzt wurden. Im östlichen Teil finden sich zwei Rasenskulpturen.
Für Kleinkinder hat die Stadt München einen Spielplatz auf ein Dreieck neben der Stahlbetonbrücke am Max-Hirschberg-Weg verlegt, um die Kleinsten keiner magnetischen Belastung durch die unter dem Bahndeckel verlaufenden Stromleitungen auszusetzen.
Untersuchung ergaben zwar eine deutliche Unterschreitung des gesetzlich festgesetzten Grenzwerts für die magnetische Flussdichte von 300 Mikro-Tesla über den Gleisen, dennoch wollte die Stadt kein Risiko eingehen. Basis für diese Entscheidung war eine Studie zum Zusammenhang von kindlicher Leukämie und Magnetfeldern, die ergab, dass es einen Zusammenhang zur Leukämierate bei einem Wert von über 0,4 Mikro-Tesla gibt. Unmittelbar auf dem „Bahndeckel“  wurden Werte zwischen 0,1 und einem Mikro-Tesla gemessen. Erst einen Meter über dem Asphalt lag die magnetische Flussdichte durchschnittlich unter der 0,4-Mikro-Tesla-Grenze.
Gegenüber dem Bezirksausschuss argumentierte Harald Gabler vom städtischen Referat für Gesundheit und Umwelt (RGU): „Weil kleine Kinder oft unmittelbar auf dem Boden spielen, haben wir hier auf den Spielplatz verzichtet“. Dies war auch ein Grund dafür, die Rasenflächen der Anlage erhöht anzulegen, um einen größeren Abstand zu der möglichen Gefahrenquelle zu bekommen. Entwarnung gab auch der Umweltmediziner Hubert Maiwald (Gesundheitsreferat der Stadt) aus medizinischer Sicht: „Solche niedrigen Werte führen zu keinerlei Befindlichkeitsstörungen bei Erwachsenen.“ S-Bahn-Fahrgäste wären im Zug einer höheren magnetischen Belastung ausgesetzt.

## Belege
1. ↑  Bahndeckel Theresienhöhe (Memento des Originals vom 25. Juni 2016 im Internet Archive)  Info: Der Archivlink wurde automatisch eingesetzt und noch nicht geprüft. Bitte prüfe Original- und Archivlink gemäß Anleitung und entferne dann diesen Hinweis.. Jahr 2010 in der Online-Ausstellung 100 Jahre Landschaftsarchitektur des bdla. Abgerufen am 2. Mai 2014.
2. ↑  Der Bahndeckel strahlt. In: merkur.de. 10. Februar 2010, abgerufen am 28. Februar 2024.

Koordinaten: 48° 7′ 41″ N, 11° 32′ 29″ O